# Пойнт (озеро)
Пойнт (англ.  Point Lake) — озеро в Северо-Западных территориях в Канаде.

## География

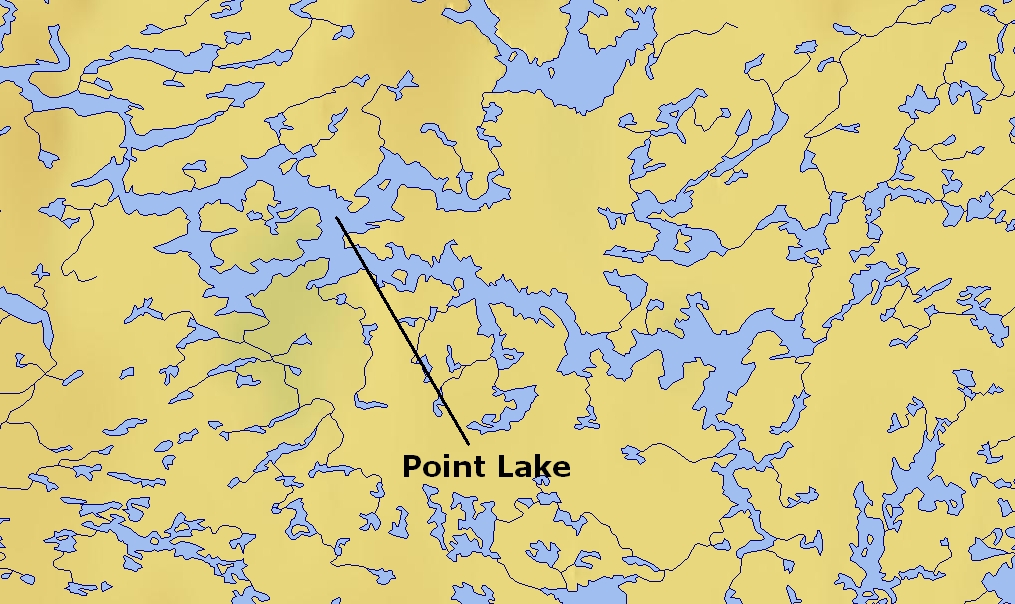
Карта озера Пойнт

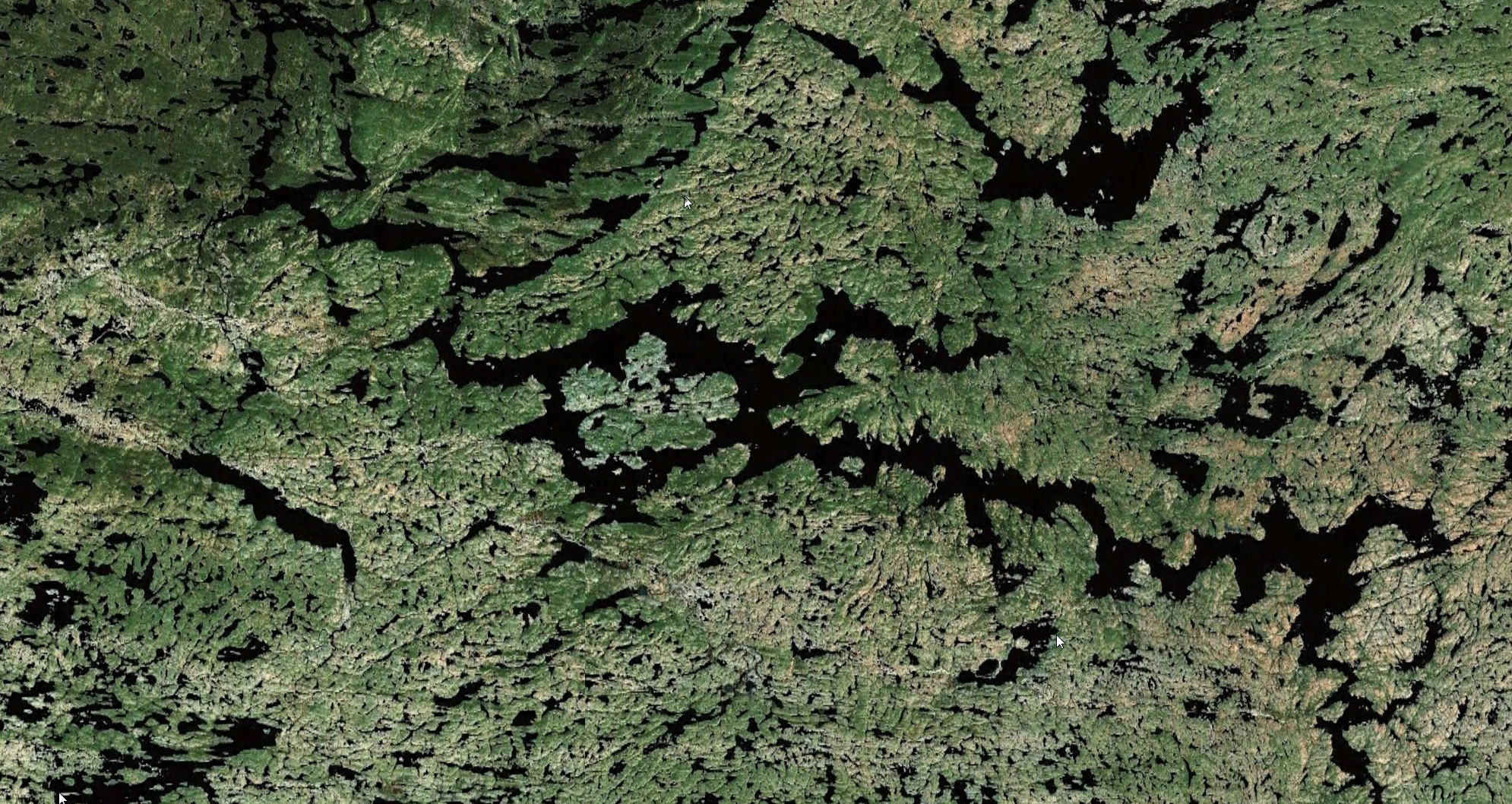
Озеро Пойнт
(аэрокосмический снимок NASA)

Озеро расположено на востоке территорий, севернее Большого Невольничьего озера. Одно из больших озёр Канады — площадь водной поверхности 594 км², общая площадь — 701 км², одиннадцатое по величине озеро Северо-Западных территорий. Высота над уровнем моря 375 метров.
Озеро имеет вытянутую форму и имеет множество рукавов и заливов, фактически оно является озеровидным расширением реки Коппермайн, которая берёт начало в расположенном южнее озере Гра. Помимо стока из озера Гра, озеро Пойнт принимает сток из озёр Итчен, Ямба и множества других средних и мелких озёр и рек. Посреди озера лежит очень крупный остров; остальные острова совсем небольшие, общая площадь островов составляет 107 км². Ближайший к озеру населённый пункт — Йеллоунайф, административный центр Северо-Западных территорий.
В летнее время озеро является одним из центров любительского рыболовства в Канаде. Специализация: озёрная форель.